# Jarosław Trybuś
Jarosław Trybuś (ur. 1976 w Bydgoszczy) – polski historyk sztuki, doktor nauk humanistycznych, muzealnik, krytyk architektury, kurator wystaw i wykładowca. Od 2012 do 2022 roku wicedyrektor Muzeum Warszawy. Od 2024 roku zastępca dyrektora Zamku Królewskiego w Warszawie.

## Życiorys
Absolwent historii sztuki na Uniwersytecie im. Adama Mickiewicza. Doktoryzował się w Instytucie Sztuki PAN pod kierunkiem prof. Marty Leśniakowskiej. 
Publikował w wielu pismach architektonicznych i kulturalnych (m.in: Architektura & Biznes, ARTeon, Architektura-murator, Autoportret, Bauwelt, Czas Kultury, Fluid, Gazeta Wyborcza, Gazeta Malarzy i Poetów, Grafia, Fotografia, Magazyn Sztuki, Notes na 6 Tygodni, ResPublica Nowa, Stolica, Zeszyty Artystyczne, Spotkania z Zabytkami, Vogue Living).
Od 2004 do 2012 roku związany z Galerią Miejską Arsenał w Poznaniu, gdzie prowadził cykle autorskich wykładów. 
Od 2006 roku współpracownik, a od 2008 do 2012 pracownik Instytutu Stefana Starzyńskiego oddziału Muzeum Powstania Warszawskiego, gdzie m.in. prowadził autorskie cykle wykładów.
W 2008 roku był wraz z Grzegorzem Piątkiem kuratorem wystawy w pawilonie polskim Hotel Polonia. The Afterlife of Buildings/Budynków życie po życiu na XI Biennale Architektury w Wenecji (2008) nagrodzonej Złotym Lwem za najlepszą ekspozycję narodową.
Od 2009 do 2011 roku w gronie Honorowych Ambasadorów Warszawy jako kandydata do tytułu Europejskiej Stolicy Kultury 2016. 
Współzałożyciel i członek zarządu Fundacji Centrum Architektury w latach 2011–2012.
Od 2011 w jury Nagrody Architektonicznej tygodnika "Polityka".
Od 2011 współpracuje z Collegium Civitas.
Od 2012 do 2022 roku – wicedyrektor ds. merytorycznych, a później programowych Muzeum Warszawy. Odwołany w lutym 2019, w lipcu 2020 wygrał sprawę o przywrócenie na stanowisko. Główny kurator nowej wystawy stałej Muzeum Warszawy – Rzeczy warszawskie. Inicjator powstania nowej historii Warszawy – Błażej Brzostek, Wstecz. Historia Warszawy do początku, Muzeum Warszawy, Warszawa 2021.
W latach 2013–2019 członek Zespołu Nazewnictwa Miejskiego przy Prezydencie m.st. Warszawy.
Inicjator prac nad Operą o Warszawie. Najlepsze miasto świata, której premiera planowana jest w 2025 roku.
Jest laureatem Medalu Młodej Sztuki w dziedzinie krytyki artystycznej (Poznań 2006), Dorocznej Nagrody Ministra Kultury i Dziedzictwa Narodowego za 2008 rok oraz Dyplomu Ministra Spraw Zagranicznych za wybitne zasługi dla promocji Polski w świecie (2009). 
Od września 2024 zastępca dyrektora ds. muzealnych i programowych Zamku Królewskiego w Warszawie.

## Ważniejsze wystawy (jako kurator i współkurator)
- Hotel Polonia. The Afterlife of Buildings, pawilon polski, XI Biennale Architektury w Wenecji, wystawa nagrodzona Złotym Lwem za najlepszą ekspozycję narodową (z Grzegorzem Piątkiem, artyści: Nicolas Grospierre, Kobas Laksa) 2008[12]
- Disco Zachęta. Budynków życie po życiu, Zachęta Narodowa Galeria Sztuki, przeniesienie wystawy weneckiej, 2009[13]
- Zapomniki, Hotel Europejski, Dom Spotkań z Historią, w ramach obchodów rocznicy 4 czerwca 1989 r. Wyłącz system, (z Grzegorzem Piątkiem) 2009[14]
- Modernizacion / Modernizacio, Cuenca / Barcelona, w ramach PhotoEspagna (z Grzegorzem Piątkiem) 2009
- Time Machine, Dworzec Centralny w Warszawie (artystka: Aleksandra Wasilkowska) 2010[15]
- Wystawy mówione, Wiels Art Centre (Bruksela), Garazh (Moskwa), Muzeum Narodowe Centrum Sztuki Królowej Zofii (Madryt), Royal College of Art (Londyn), Archiv Kabinett (Berlin), CCA (Kijów), (z Sebastianem Cichockim, Michałem Liberą, Grzegorzem Piątkiem) 2011[16]
- Rzeczy warszawskie, wystawa stała Muzeum Warszawy, 2017, 2018[17]
- Pałac, Muzeum Warszawy, interwencja artystyczna Diany Lelonek, 2021[18]

## Ważniejsze publikacje (jako autor i współautor)
- Od Zamku do Browaru. O architekturze Poznania ostatnich stu lat (z Aleksandrą Robakowską), Galeria Miejska Arsenał, Poznań 2005
- Atlas Architektury Poznania (red. Janusz Pazder), Wydawnictwo Miejskie, Poznań 2008 (hasła dotyczące architektury po 1945)
- Polska Ludowa jako projekt modernistyczny (z Grzegorzem Piątkiem), w: Architektura Polska/Polen Architektur, Architektur am Ringturm, Wien 2008
- Hotel Polonia. The Afterlife of Buildings, katalog wystawy w Pawilonie Polskim na XI Biennale Architektury w Wenecji, Zachęta Narodowa Galeria Sztuki, Warszawa 2008
- Warschau. Ein thematisches Führer durch Polens Hauptstadt (z Grzegorzem Piątkiem), Stuttgart 2009
- Jeśli nie możesz zbudować, wysadź w powietrze (z Grzegorzem Piątkiem), „Forma P” nr 5, Fundacja Bęc Zmiana, Warszawa 2011
- Przewodnik po warszawskich blokowiskach, Muzeum Powstania Warszawskiego, Warszawa 2011, Wydawnictwo Księży Młyn, Łódź 2018 (wznowienie)
- Archimapa. 1918-1939 Architektura 20-lecia międzywojennego/Warsaw's architecture in the interwar period (z Grzegorzem Piątkiem), Muzeum Powstania Warszawskiego, Warszawa 2011
- Archimapa. 1944 Warszawa niezaistniała/Never built Warsaw (z Grzegorzem Piątkiem), Muzeum Powstania Warszawskiego, Warszawa 2011
- Archimapa. 1949-1956 Socrealizm/Warsaw's socialist realism (z Grzegorzem Piątkiem), Muzeum Powstania Warszawskiego, Warszawa 2012
- Warszawa niezaistniała. Niezrealizowane projekty urbanistyczne i architektoniczne Warszawy dwudziestolecia międzywojennego, Muzeum Powstania Warszawskiego, Muzeum Narodowe w Warszawie, Fundacja Bęc Zmiana, Warszawa 2012; Wydawnictwo Księży Młyn, Łódź 2019 (wydanie II uzupełnione)
- Lukier i Mięso. Wokół Architektury w Polsce po 1989 roku. Rozmawia Marcin Kwietowicz (z Grzegorzem Piątkiem i Marcinem Kwietowiczem), Wydawnictwo 40 000 Malarzy, Warszawa 2012, ISBN 978-83-936015-1-6, Warszawa 2015 (wydanie II rozszerzone)
- SAS. Ilustrowany atlas architektury Saskiej Kępy (z Hanną Faryną-Paszkiewicz, Magdaleną Piwowar i Grzegorzem Piątkiem), Centrum Architektury, Warszawa 2012, ISBN 978-83-934574-0-3.
- Rzeczy Warszawskie, Muzeum Warszawy, Warszawa 2017, ISBN 978-83-62189-96-0 (główny kurator wystawy, autor koncepcji publikacji i autor wstępu)
- Things of Warsaw, Muzeum Warszawy, Warszawa 2017, ISBN 978-83-62189-98-4 (główny kurator wystawy, autor koncepcji publikacji i autor wstępu)
- O czym wiemy za mało. Inwestycje władz niemieckich w Warszawie (1939–1944), w: Kłopotliwe dziedzictwo? Architektura Trzeciej Rzeszy w Polsce, Jacek Purchla, Żanna Komar (red.), Międzynarodowe Centrum Kultury, Kraków 2020, s. 163–179, ISBN 978-83-66419-16-2
- Where our knowledge is lacking. Investments by the German authorities in Warsaw (1939–1944), w: Dissonant heritage? The architecture of the Third Reich in Poland, Jacek Purchla, Żanna Komar (red.), International Cultural Centre, Kraków 2021, s. 163–179
- Gruz usymbolizowany. Życie po życiu warszawskiego soboru Aleksandra Newskiego, w: Zgruzowstanie. Przeszłość i przyszłość ruin w architekturze, Adam Przywara (red.), Muzeum Warszawy, Warszawa 2023, s. 110–137
- Warszawskie mieszkania. Biografie miejsc, rzeczy i ludzi (z Piotrem Kordubą), Osnova, Warszawa 2024, ISBN 978-83-66275-40-9